# Gérald Passi
Gérald Passi (n. 21 ianuarie 1964, Albi, Midi-Pyrénées, Franța) este un fost fotbalist francez.
Între 1987 și 1988, Passi a jucat 11 meciuri și a marcat 2 goluri pentru echipa națională a Franței.

## Statistici
| Franța | Franța  | Franța |
| An     | Meciuri | Goluri |
| ------ | ------- | ------ |
| 1987   | 4       | 0      |
| 1988   | 7       | 2      |
| Total  | 11      | 2      |